# ヴァンパイア (2011年の映画)
『ヴァンパイア』は、岩井俊二監督による日・米・カナダ合作映画。2010年に撮影し、2011年に完成。日本公開は2012年。

## 概要
岩井俊二が監督・撮影監督・原作・脚本・音楽・編集・プロデュース・デザイン・ストーリーボードの一人九役をつとめた。原作『ヴァンパイア』は幻冬舎から単行本が刊行されている。第34回サンダンス映画祭ワールドシネマ部門、第61回ベルリン国際映画祭パノラマ部門、第35回香港国際映画祭、第37回シアトル国際映画祭、第16回ファンタジア国際映画祭（カナダ）、第16回釜山国際映画祭、第22回ストックホルム国際映画祭、第44回シッチェス・カタロニア国際映画祭、第4回ストラスブール・ヨーロピアン・ファンタスティック国際映画祭、第14回上海国際映画祭へ正式出品されている。
キャッチ・コピーは「惹かれあう孤独な魂たち この世の果ての恋物語」。

## あらすじ
とある郊外で待ち合わせた男と女。“プルート”　“ジェリーフィッシュ”という明らかな偽名で名乗りあった二人は、男の車で更に郊外へと移動する。自殺サイトで知り合った二人は、この日一緒に自殺するために会った。
途中で諍いが起きながらも、なんとか穏やかに会話や食事をしながらドライブを続ける二人。話題はやがて自殺の方法に至り、そこで男「ひとついい方法が…血を抜くんだ」と提案する。女はそれを了承し、二人は人気の無い倉庫に辿り着く。
「君が終わったら、僕も死ぬ」と言って、女を大きな冷凍庫の上に寝かせ、慣れた手つきで採血の針を両手足に刺していく男。針から伸びた長い管の先には四つの瓶があり、その栓を開けると女の体から抜けた血が次々と溜まっていった。
その後、男は息を切らせて倉庫から出てくる。そして車のトランクに置いたバッグの中から血の入った瓶を取り出し、興奮気味にその血を飲み始めた。
男の本名はサイモン。アルツハイマーの母親を持つ高校の生物教師であり、そして“ヴァンパイア”でもあった。

## キャスト
- ケヴィン・ゼガーズ
- ケイシャ・キャッスル＝ヒューズ
- 蒼井優
- アデレイド・クレメンス
- トレヴァー・モーガン
- アマンダ・プラマー
- クリスティン・クルック
- レイチェル・リー・クック

## 小説
- 『ヴァンパイア』幻冬舎、2012年8月22日発行、ISBN 978-4-344-02230-0